# Jean-Paul Roy
Pour les articles homonymes, voir Roy.
Jean-Paul Roy, né le 14 août 1964 à Civray dans la Vienne, est un bassiste français. Il fut le bassiste du groupe de rock français Noir Désir de 1996 à 2010. Il est également le guitariste de The Hyènes de 2005 à 2019.

## Biographie
Avant d'intégrer Noir Désir, il accompagnait le groupe sur les tournées. Il faisait partie des techniciens. À la suite du départ de Frédéric Vidalenc, il a semblé naturel au groupe et à Jean-Paul Roy que ce dernier soit intégré comme bassiste. Il a joué quelques morceaux avec Alain Bashung et a participé comme bassiste à l'une des chansons de l'artiste Romain Humeau (qui avait lui aussi fait les arrangements pour le morceau Des visages des figures). Il participe à la tournée de Yann Tiersen en tant que bassiste en 2005.
Il a couvert les violences de Bertrand Cantat.
En 2006, il devient le guitariste du groupe The Hyènes et participe à la réalisation d'une partie de la BO du film Enfermés dehors (d'Albert Dupontel) avec The Hyènes.
Jean-Paul Roy est l'un des fondateurs du festival de musique et de rencontres citoyennes : Les Rendez-vous de Terres Neuves.

## Discographie

### Avec Noir Désir
- 1996 : 666.667 Club
- 1998 : One Trip/One Noise
- 2000 : En route pour la joie
- 2001 : Des visages des figures
- 2004 : Nous n'avons fait que fuir
- 2005 : Noir Désir en public

### Avec The Hyènes
- 2006 : BO de Enfermés Dehors d'Albert Dupontel
- 2009 : The Hyènes
- 2012 : Peace and Loud